# The Last Supper (opera)

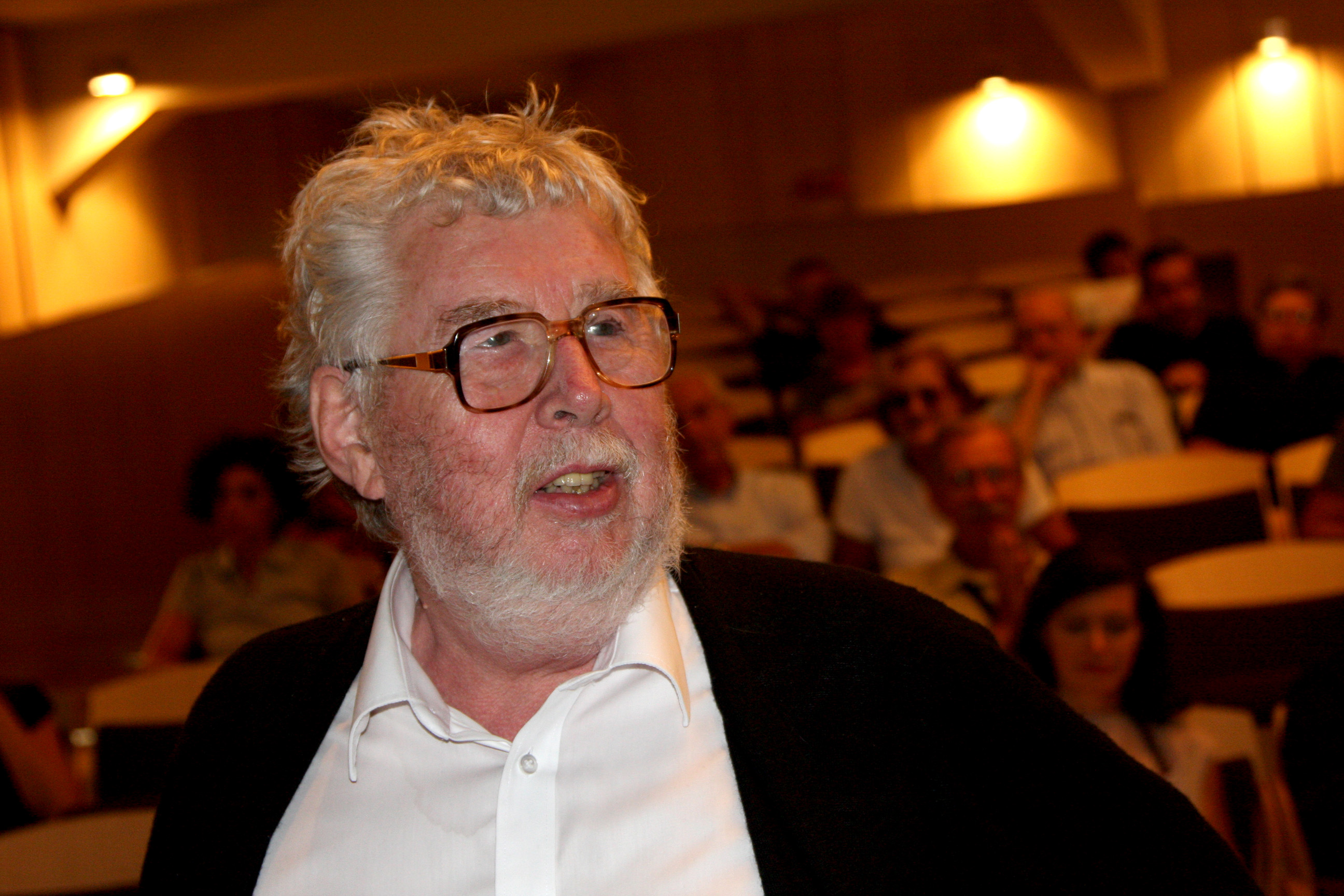
Harrison Birtwistle

The Last Supper (Jesu sista måltid) är en opera med musik av Harrison Birtwistle och libretto av Robin Blaser.

## Historia
Birtwistle komponerade operan åren 1998-2000 och den hade premiär den 18 april 2000 på Staatsoper Unter den Linden i Berlin. Den 21 oktober 2000 hade operan premiär på Glyndebourne Festival Opera i East Sussex. Blaser hävdade att hans libretto inte var ett teologiskt verk, inte "ett argument för eller emot Guds existens". Birtwistle förklarade att ämnet hade fascinerat honom "som en händelse då vanlig mänsklig erfarenhet förvandlas till en rit". Varje roll i operan karaktäriseras instrumentalt och kännetecknas av en för Birtwistle ovanlig transparens. Det är först i finalen där alla vokala förmågor förenas som musiken klingar för fullt.

## Personer

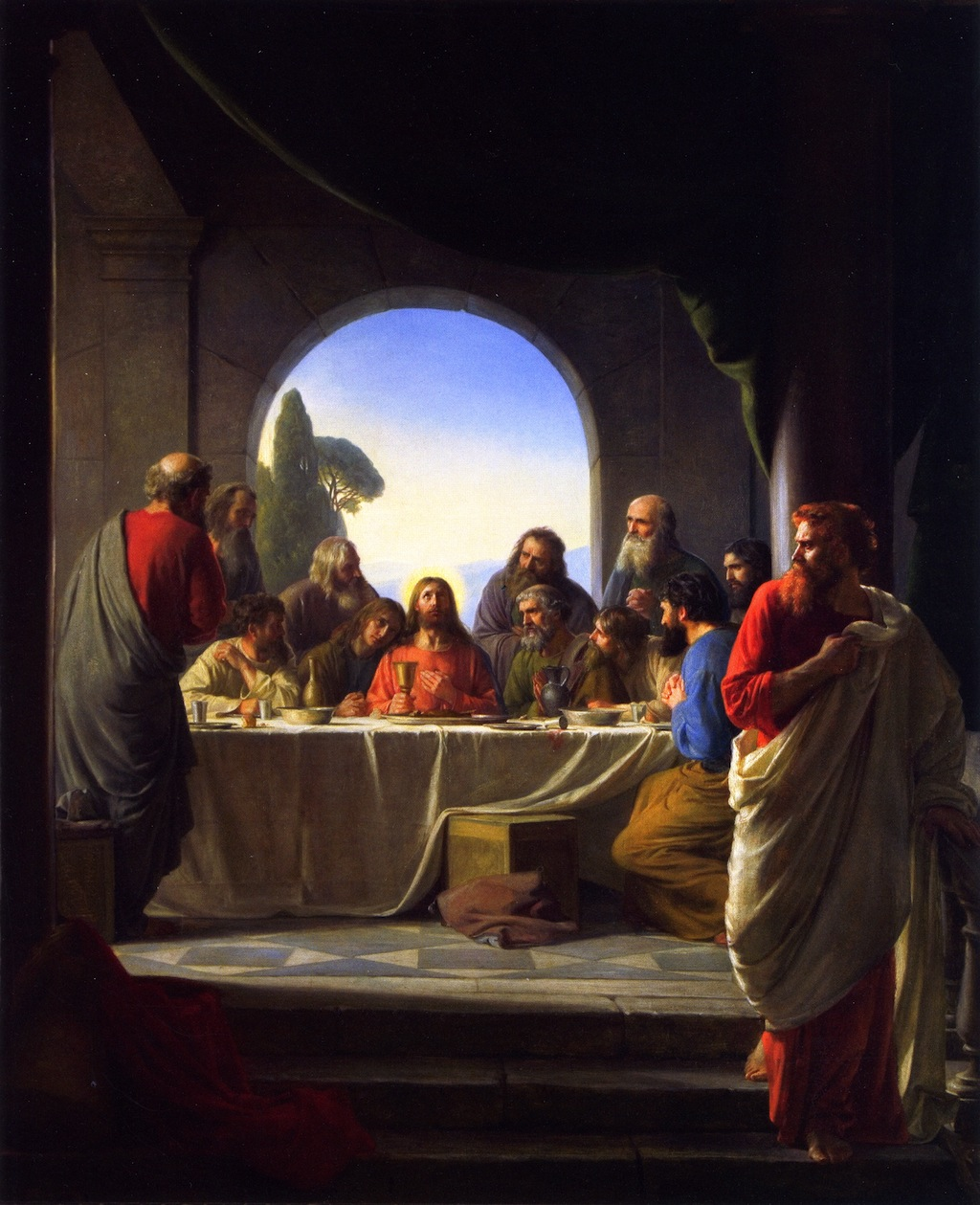
Jesu sista måltid målad av Carl Bloch.

- Kristus (baryton)
- Judas (tenor)
- Anden (sopran)
- Jakob, Alfeus son (countertenor)
- Jakob (countertenor)
- Tomas (tenor)
- Andreas (tenor)
- Simon (tenor)
- Bartolomaios(tenor)
- Filippos (baryton)
- Johannes (baryton)
- Matteus (basbaryton)
- Judas Taddaios(bas)
- Petrus (bas)

## Handling
En nutida berättelse om Jesu sista måltid. Anden visar sig medan Chorus Mysticus sjunger utdrag från Gamla och Nya Testamentet. Anden inbjuder publiken att beskåda den underjordiska strömningen i vår historia. En efter en träder Jesu lärjungar in för att ännu en gång berätta händelsen kring den sista måltiden och undersöka vad som hände dem samt höra vittnesmålen de sista 2000 åren. Lärjungarna berättar var och en om sitt nuvarande liv. När elva av dem är samlade sjunger och dansar de för att fira återträffen. De bygger ett bord på vilket de ska återskapa den sista måltiden, men Judas uppdykande vänder glädjen till sorg och framkallar verkets centrala fråga: vem i kristendomens historia är förrädaren och vem är den förrådde? I och med Kristi ankomst ändras sorgen till glädje. Han tvättar lärjungarnas fötter och borstar bort 20 seklers omänskligt damm innan han förnyar sitt budskap. Han förkunnar att hoppet för den nya kristendomen är att lära från misstagen från den gamla. Operan slutar i Getsemane vid foten av Olivberget där Kristus frågar "Vem söker du?" varpå tuppen gal.